# Rue des Bûchers
La rue des Bûchers est une voie de Toulouse, chef-lieu de la région Occitanie, dans le Midi de la France.

## Situation et accès

### Description
La rue des Bûchers est une voie publique. Elle se trouve dans le quartier Saint-Michel.
Longue de 245 mètres, elle naît dans le prolongement du passage des Bateliers, au carrefour de la rue des Menuisiers qu'elle reçoit à gauche. Elle est large de 10 m dans les parties les plus anciennes, alignées au XIXe siècle, à 20 m, à la suite de l'alignement décidé au début du XXIe siècle. Dans sa première partie, sur 110 m, jusqu'au carrefour de la rue Mespoul, la rue des Bûchers est orientée au sud-est. Elle oblique ensuite au nord-est et se termine après 135 m au carrefour de la rue Achille-Viadieu.
La chaussée compte une seule voie de circulation automobile à sens unique, de la rue Achille-Viadieu vers la rue des Menuisiers. Elle appartient à une zone 30 et la vitesse y est limitée à 30 km/h. Il n'existe pas de piste, ni de bande cyclable, quoiqu'elle soit à double-sens cyclable.

### Voies rencontrées
La rue des Bûchers rencontre les voies suivantes, dans l'ordre des numéros croissants (« g » indique que la rue se situe à gauche, « d » à droite) :
1. Rue des Menuisiers (g)
2. Passage des Bateliers (d)
3. Rue du Port-Garaud (d)
4. Rue Mespoul (g)
5. Rue Achille-Viadieu

### Transports
La rue des Bûchers n'est pas directement desservie par le réseau des transports en commun Tisséo. Elle se trouve cependant à proximité de la place Auguste-Lafourcade et des allées Jules-Guesde, où se trouve la station Palais-de-Justice de la ligne  du métro, ainsi que le terminus de la ligne  du tramway, ainsi que les arrêts du bus 66.
Les stations de vélos en libre-service VélôToulouse les plus proches sont les stations no 68 (1 bis allées Jules-Guesde), no 103 (139 grande-rue Saint-Michel) et no 154 (4 rue des Gallois).

## Odonymie
C'est à partir du XVIIIe siècle que la rue prend le nom de rue des Bûchers, en raison des tas de bûches qui s'y trouvaient. Il s'agissait de bois qui était amené par flottage ou par radeaux sur la Garonne jusqu'au port Garaud, qui s'étendait entre les moulins du Château (emplacement de l'actuelle avenue Maurice-Hauriou) et la rue des Gallois. La rue des Bûchers est d'ailleurs proche de la rue des Menuisiers, qui rappelle la présence de ces travailleurs du bois aux XVIIIe et XIXe siècles.
Au XVIe siècle, la rue des Bûchers n'est qu'une étroite ruelle, désignée comme le « canton » (canton, « coin » ou « angle de rue » en occitan) du Pin. Au siècle suivant, on lui trouve plutôt le nom de rue de la Ruque. L'origine de ces appellations n'est pas véritablement éclaircie. En 1794 enfin, pendant la Révolution française, la rue des Bûchers reçut l'appellation de rue l'Assurance, mais elle ne la conserva pas.

## Patrimoine et lieux d'intérêt

### Établissements médico-sociaux
- no  20 : centre d'hébergement temporaire Le Repos.
En 1854, la congrégation religieuse féminine des Filles de la Sagesse reçoit la gestion du service intérieur de la maison centrale d'éducation correctionnelle fondée en 1845 par l'abbé André Joseph Barthier (emplacement de l'actuel no 44 rue des Trente-Six-Ponts). À partir de 1863, le « Pénitencier » n'accueille plus que des filles, avant de devenir un orphelinat de jeunes filles en 1868[5]. En 1874, l'orphelinat Sainte-Germaine emménage dans de nouveaux bâtiments élevés dans la rue des Bûchers[6]. À la suite de la fermeture de l'orphelinat en 1949, l'ensemble est acquis par la mairie, qui le transforme en 1960 en maison de retraite. Fermée pour travaux d'agrandissement[7], c'est désormais le centre d'hébergement temporaire (CHT) Le Repos, établissement municipal qui accueille des personnes âgées valides ou semi-valides pour un court séjour, dans l'attente d'une admission en maison de retraite ou en sortie d'hospitalisation. Il compte 18 chambres[8].

- no  31-35 : maison médicale du Parc. 
La clinique du Parc – connue également comme la clinique des Bûchers – est créée au début du XXe siècle[9]. Elle occupe une parcelle à l'angle de la rue Mespoul. Les bâtiments sont construits dans la deuxième moitié du XXe siècle[10]. 
La clinique du Parc est par la suite intégrée au groupe suédois Capio, qui possède également la clinique Saint-Jean-du-Languedoc (actuel no 20 route de Revel), ainsi que la clinique des Cèdres à Cornebarrieu et la clinique de Beaupuy. En 2018, le groupe Capio est racheté en 2018 par le groupe Ramsay Santé. La même année est inaugurée une nouvelle clinique dans le sud toulousain, la clinique Croix-du-Sud (actuel no 52 chemin de Ribaute, Quint-Fonsegrives) afin de regrouper les services présents à la clinique du Parc et à la clinique Saint-Jean-du-Languedoc. La clinique du Parc, qui conserve une activité médicale de quartier, devient la maison médicale du Parc[11]. En 2022 cependant, les bâtiments sont acquis par un groupe d'investisseurs immobiliers, Novaxia, Icade et Imring, pour être transformée en résidence de services sénior d'ici la fin de l'année 2024. Le nouvel ensemble devrait comprendre 124 chambres, 15 appartement, une maison et 240 m2 dévolus aux commerces[12].

### Maisons
- no  16 : maison (premier quart du XXe siècle)[13].
- no  18 : maison (deuxième moitié du XVIIIe siècle)[14].